# Syrah

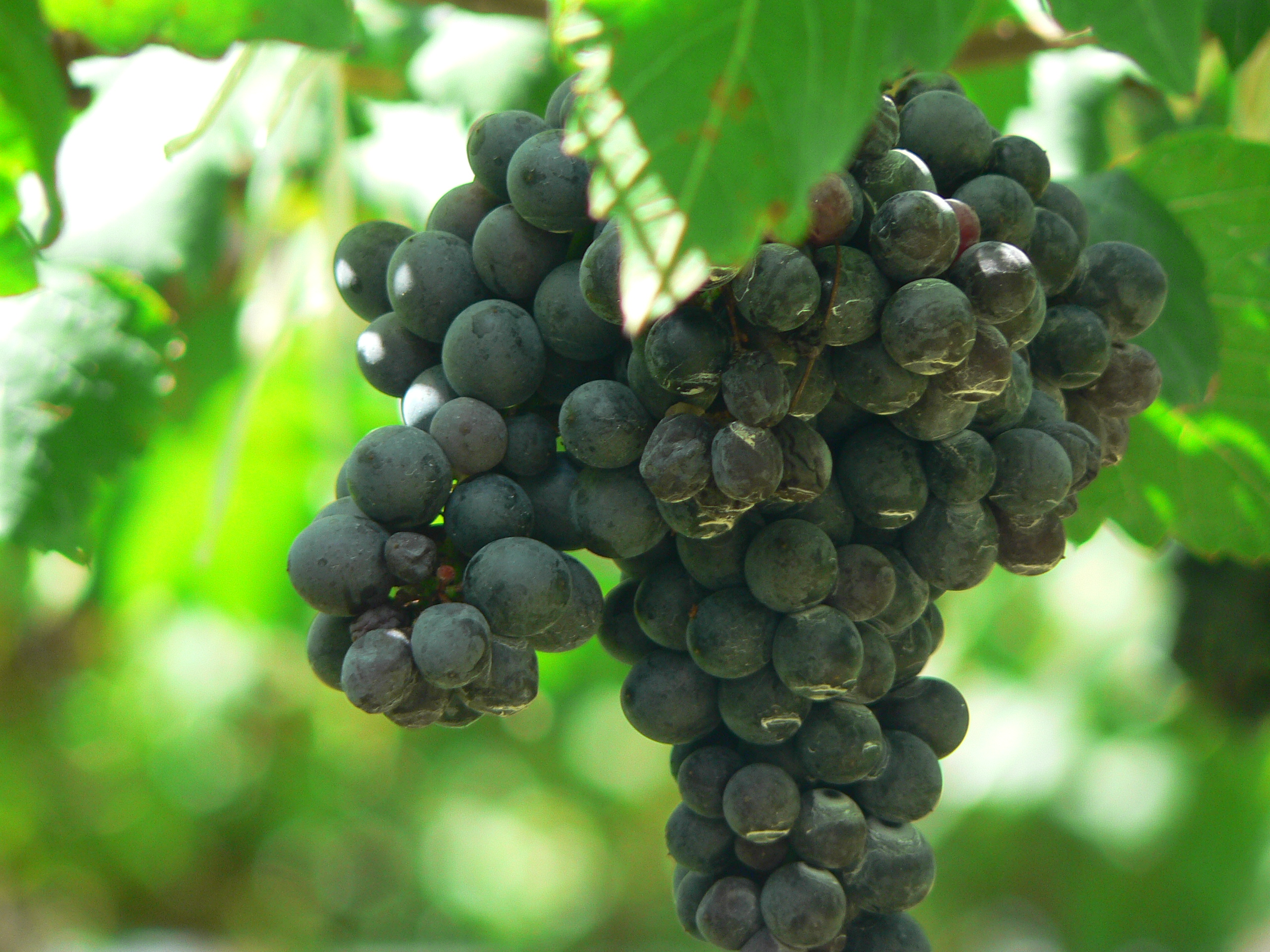

Syrah är en blå vindruva av arten Vitis vinifera och är den vanligaste blå druvsorten i norra Rhône. Den ger kraftiga viner med höga halter av syra, garvsyra och färgämnen. I Australien, Sydafrika och Chile är druvan känd under namnet shiraz.
Druvan har blivit alltmer populär på grund av att den odlas alltmer både i södra Frankrike (Rhôneviner) och i den Nya världen, framförallt i Australien, och på grund av dess kraftiga och angenäma smak. Shiraz är också druvan i det som betraktas som Australiens bästa och mest berömda rödvin, Grange.

## Historia
Ursprunget är legendomspunnet. Enligt traditionen var det riddaren Gaspard de Sterimberg som hade med sig druvor till vindistriktet Hermitage från korstågen. Det har hävdats att den kom från Persien eller Sicilien och därmed har fått sitt namn från staden Shiraz eller Syrakusa. Shiraz-distriktet var redan under akemenidisk tid berömt för sina välsmakande viner. Andra har hävdat att den kommit från Egypten via Sicilien till Rhône. Dessa påståenden betraktas som myter utan stöd i ampelografisk forskning, som visat att den är en korsning mellan två för Rhônedalen lokala druvor.
Det mest troliga är att den har sitt ursprung i just Rhône och har utvecklats ur en druva som fanns där tidigare vid namn Allobrogica. Det franska ursprunget har styrkts av DNA-profilering som genomförts i samarbete mellan University of California i Davis och Franska Nationella Agronomiska Arkivet i Montpellier, visar att Syrah genetiskt är en korsning mellan två relativt okända franska druvsorter, mondeuse blanche och dureza (båda inhemska franska druvsorter, Dureza från Ardèche och Mondeuse Blanche från Savojen). Det har även konstaterats att mondeuse blanche är ena föräldern till viognier, som därmed är syskon till syrah, och dels konstaterat att pinot, på dureza-sidan, är en av förfäderna (tredje generations släktskap, "farfarsfar"). Syrah har därför med allra största säkerhet ett franskt ursprung.
Till Australien kom den 1832–1833. Den fördes dit från Frankrike av skotten James Busby som först kallade den scyras, och först senare har den i Australien kommit att kallas shiraz. Beteckningen shiraz har av allt att döma således uppkommit i Australien, men James Busby var medveten om legenden och dess koppling till staden Shiraz.

## Doft/Smak
Typiska arom-/smakkaraktärer för syrahviner är mörka bär, björnbär och peppar. Andra ofta förekommande karaktärer är rökta charkuterier, lagerblad, lakrits, plommon, viol, kakao/choklad och kaffe. Dessutom så har vinerna ofta en påfallande kryddig smak, är fylliga, ganska sträva och alkoholrika.
I Frankrike (framförallt Rhônedalen) är tonerna av rökta charkuterier och viol ofta tydliga, medan viner från varmare klimat, såsom Australien, ofta tenderar att vara fruktigare. I Australien är dessutom inslag av eukalyptus vanligt förekommande. I Sydafrika är vinerna ofta påfallande rökiga och då ofta med ton av kaffe.
Själva kryddigheten, som är lite av en typicitet för syrahdruvan, kan härledas till den kemiska substansen Rotundon. Har man ett rött vin, med mörka bär och en tydlig kryddighet åt svartpeppar så är syrah/shiraz en självklar gissning.

## Beständighet
Syrah är mycket lagringstålig på grund av dess stora innehåll av tanniner. Finare årgångar av finare viner kan lagras och utvecklas i decennier. Tio år efter buteljeringen kan vara ett bra riktmärke om man vill få ut så mycket som möjligt av upplevelsen att dricka vin på syrahdruvan.
I Australien och Kalifornien blandas syrah ofta med cabernet sauvignon.